# Scutovertex marginatus
Scutovertex marginatus är en kvalsterart som beskrevs av Sandór Mahunka 1983. Scutovertex marginatus ingår i släktet Scutovertex och familjen Scutoverticidae. Inga underarter finns listade i Catalogue of Life.